# Lowlands 2017
Lowlands 2017 (voluit: A Campingflight to Lowlands Paradise) is een Nederlands muziek- en cultuurfestival dat plaatsvond op 18, 19 en 20 augustus in Biddinghuizen. 
Vanwege het feit dat het de 25e editie was, begon de voorverkoop veel eerder dan anders (direct na afloop van de editie van 2016), en werden de eerste 25.000 kaarten met jubileumkorting verkocht. Eind juni werd bekendgemaakt dat het festival was uitverkocht.

## Modernisering
Lowlandsorganisator Eric van Eerdenburg kondigde van tevoren aan het festivalterrein flink te gaan moderniseren. Zo werd onder de grootste podiumtent (Alpha) een fundering aangelegd waardoor de nieuwe tent zonder zichtverstorende pilaren kon worden opgebouwd, en werd het campingterrein meer geïntegreerd in het festivalterrein zelf. Ook kreeg het festivalterrein twee ingangen in plaats van één om de doorstroom te verbeteren.

## Artiesten
| - A Blaze of Feather - Abra - Abstract - Altın Gün - alt-J - Architects - At The Drive In - Aurora Halal - Baloji - Bastille - Beesmunt Soundsystem - Benji B - Ben Klock - Billy Talent - Black Foxxes - Black Sun Empire - Bonzai - Bruxas - Canshaker Pi - Carista - Car Seat Headrest - Cashmere Cat - Carl Craig presents Synthesizer Ensemble - Chef'Special - Clark - Chronixx - Clark - Clap! Clap! - Colin Benders - Cubicolor (live) - Culture Abuse - Cypress Hill - Dansé Dansé Soundsystem - David Keenan - Dazion (live) - D.D Dumbo - Death Grips - Deniro - Denzel Curry - Dixon - DJ Deeon - DJ Firmeza - DOOL - Drivah - Eden - Editors - Elbow - Elias Mazian - Esa - Feist - First Aid Kit | - Flume - Frank Carter & The Rattlesnakes - FS Green - Future Islands - Giegling Showcase: Ateq live, Dustin, edward.live, Map.ache - Glass Animals - Halsey - Haus - Hauschka - HMLTD - Hurray For The Riff Raff - Husky Loops - Iggy Pop - Iguana Death Cult - Jameszoo - Janka Nabay & The Bubu Gang - Jarreau Vandal - J. Bernardt - Jeangu Macrooy - Jeff Solo - Job Jobse - John Moreland - Jonna Fraser - Killbox - Kimbala - Kim Janssen - Klyne - Konstantin - Kovacs - Lefto - Léon - Linde Schöne - Lion Kojo b2b Luc - London Grammar - Mac DeMarco - Mairo Nawaz - Marie Davidson (live) - Max Abysmal - Methyl Ethel - MHD - Mich - Michael Kiwanuka - Midland - Migos - Moderat - Mr. Mendel - Mr. Wix - Mumford & Sons - Mura Masa - Mydy Rabycad | - Mykki Blanco - Naâman - Naaz - Nicolas Jaar - Nina Kraviz - Noord Nederlands Orkest - Nothing But Thieves - Otzeki - Palace - Parcels - Philou Louzolo - PVRIS - Radical Hi-Fi - RAYE - Robert Hood - Romare (full live band) - Ronnie Flex & Deuxperience Band - Sampha - Sean Paul - Shame - Shame - Shovels and Rope - Signal - Skepta - Skott - SMIB - Solange - Songhoy Blues - Stefflon Don - STWO - Talaboman - Tank and the Bangas - Tash Sultana - The Bloody Beetroots (live) - The Talks - The Pretty Reckless - The Shins - The Talks - The Ufoslavians - The Veils - The xx - Tienson - TOMM¥ €A$H - Tove Lo - Ty Segall - Tycho - Vic Crezée - Vince Staples - X Ambassadors - Yungblud |